# 韓守正
韓守正，浙江紹興府蕭山縣人，明朝政治人物、進士出身。
洪武四年，會試一百零二名，登進士三甲，授濟南府利津縣縣丞。